# Monachijska Konferencja Bezpieczeństwa
Monachijska Konferencja Bezpieczeństwa (niem. Münchner Sicherheitskonferenz, ang. Munich Security Conference, MSC) – międzynarodowe spotkanie szefów państw, rządów i organizacji międzynarodowych, ministrów, członków parlamentu, wysokich rangą przedstawicieli sił zbrojnych, nauki, społeczeństwa obywatelskiego, biznesu i mediów (łącznie ok. 450 osób), organizowane co roku w lutym w monachijskim hotelu Bayerischer Hof od 1963 roku. Jest to największa konferencja tego typu na świecie.

## Zadania
Konferencja ta jest organizowana, wspierana i sponsorowana przez niemieckie instytucje rządowe i międzynarodowe organizacje i korporacje. Służy wymianie poglądów i omówieniu bieżących problemów globalnych. W jej trakcie nie podejmuje się uchwał i nie przeprowadza głosowań.
Organizatorem konferencji do roku 1998 był Ewald-Heinrich von Kleist-Schmenzin. W latach 1999–2008 funkcję tę pełnił polityk CDU Horst Teltschik, a od 2009 roku były dyplomata Wolfgang Ischinger. Od lutego 2022 roku przewodniczącym Monachijskiej Konferencji Bezpieczeństwa jest były ambasador Niemiec przy ONZ Christoph Heusgen.
W 2011 roku podczas tej konferencji nastąpiła wymiana dokumentów ratyfikacyjnych układu New START.

## Medal „Pokój przez Dialog” i „Ewald-von-Kleist-Preis”

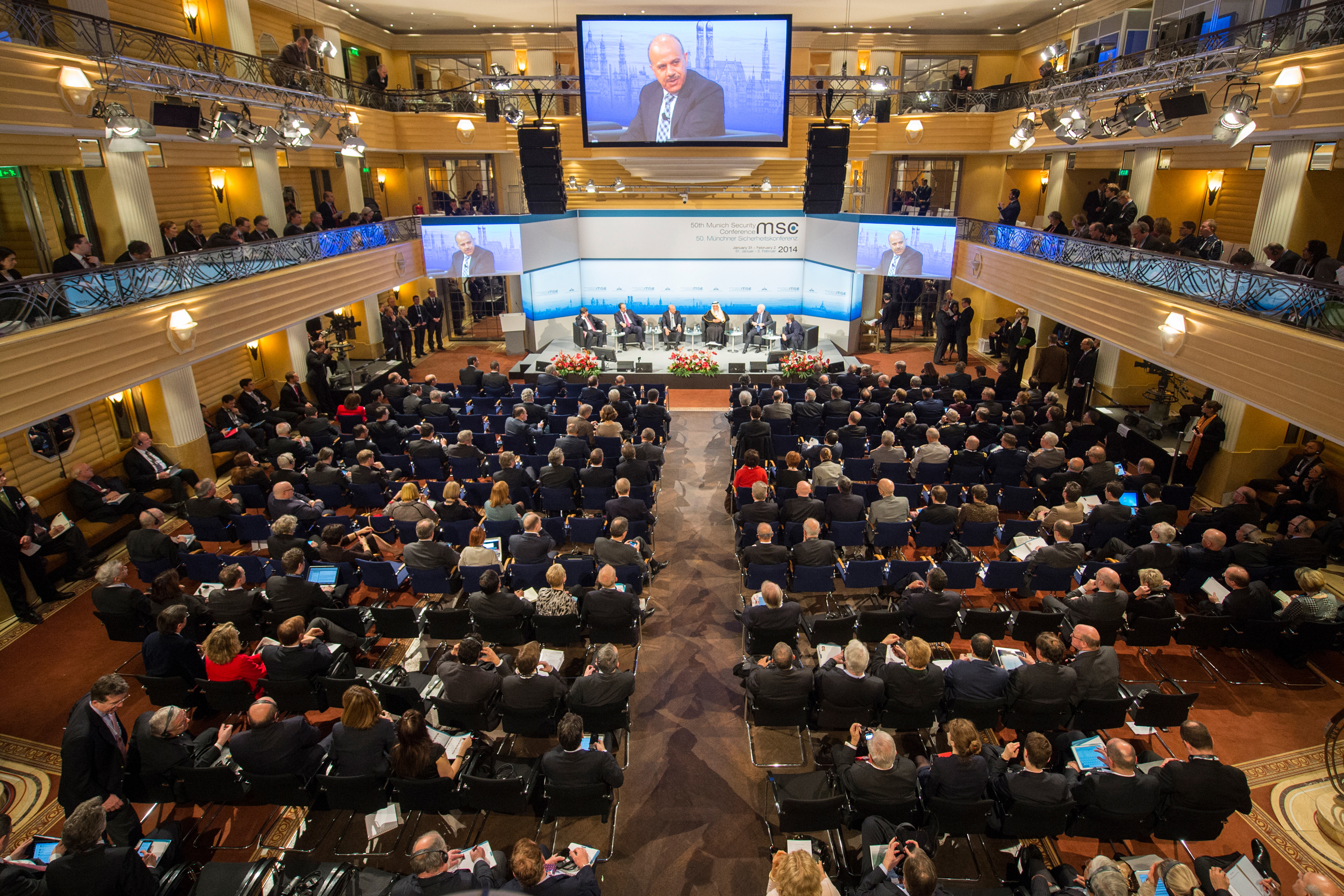
50. Monachijska Konferencja Bezpieczeństwa (2014)

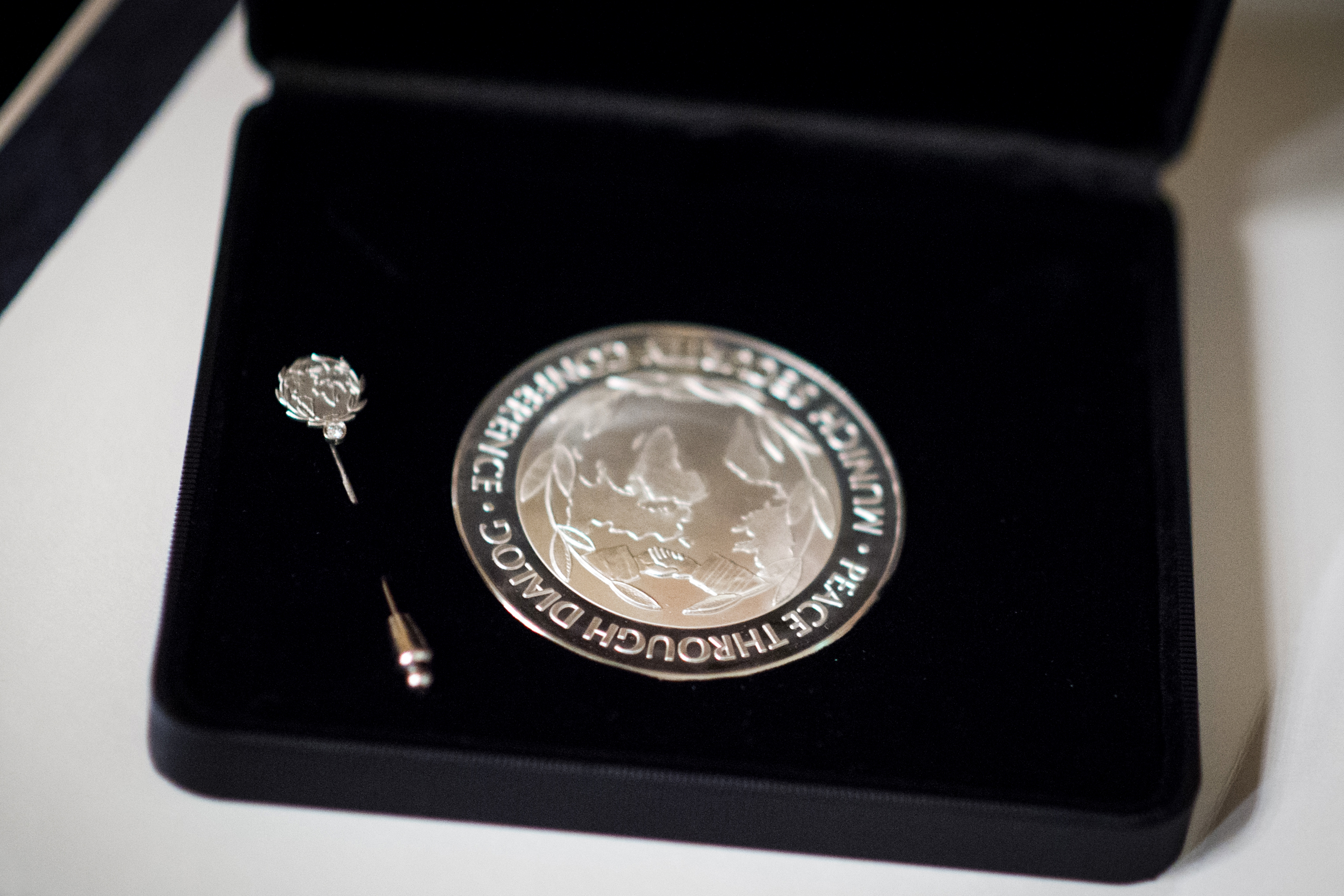
Ewald-von-Kleist-Preis

W latach 2005–2008 podczas tej konferencji wręczany był medal „Pokój przez Dialog”. Zostali nim odznaczeni:
- 2005: Kofi Annan
- 2006: John McCain
- 2007: Javier Solana
- 2008: żołnierz Kanadyjskich Sił Zbrojnych, który podczas międzynarodowej misji pokojowej został ranny. Został odznaczony w zastępstwie za wszystkich żołnierzy, którzy swoje życie ryzykowali dla pokoju.

Od 2009 roku medal ten nazywa się Ewald-von-Kleist-Preis. Otrzymują go osoby, które były szczególnie zaangażowane w „pokojowe rozwiązywanie konfliktów”. Dotychczas otrzymali go:
- 2009 Henry Kissinger
- 2010 Javier Solana
- 2012 Joe Lieberman
- 2013 Brent Scowcroft
- 2014 Helmut Schmidt, Valéry Giscard d’Estaing
- 2015 Organizacja Bezpieczeństwa i Współpracy w Europie (OBWE)
- 2016 Christiana Figueres, Laurent Fabius
- 2017 Joachim Gauck
- 2018 John McCain
- 2019 Aleksis Tsipras i Zoran Zaew
- 2020 Organizacja Narodów Zjednoczonych
- 2021 Angela Merkel
- 2022 Jens Stoltenberg

## Protesty
Podczas konferencji organizowane są protesty przeciwników zbrojeń, antyglobalistów, pacyfistów. W celu obrony uczestników angażowane są ogromne siły policyjne, utrzymuje się w gotowości żołnierzy Bundeswehry. Od 2003 roku odbywa się w tym samym czasie równolegle Międzynarodowa Monachijska Konferencja Pokoju.